# N,N'-dimetil-1,3-propanodiamina
La N,N'-dimetil-1,3-propanodiamina, también llamada 1,3-bis(metilamino)propano y N,N'-dimetiltrimetilendiamina, es una diamina de fórmula molecular C5H14N2. Es isómera de la cadaverina pero a diferencia de ésta, que posee dos grupos amino (-NH2) en los extremos, en la N,N'-dimetil-1,3-propanodiamina los dos grupos amino son secundarios. Otro isómero de nombre muy similar, la N',N'-dimetil-1,3-propanodiamina, contiene un grupo amino primario y otro terciario.

## Propiedades físicas y químicas
La N,N'-dimetil-1,3-propanodiamina es un líquido incoloro que tiene el característico olor de las aminas.
Hierve a 145 °C —unos 35 °C más bajo que el de la cadaverina— y tiene su punto de fusión a -27 °C, siendo este un valor teórico y no experimental.
Posee una densidad de 0,818 g/cm³, semejante a la de sus otros isómeros.
Es un líquido soluble tanto en agua como en compuestos orgánicos, si bien el valor del logaritmo de su coeficiente de reparto, logP = -0,55, denota una mayor solubilidad en disolventes hidrófilos que en disolventes hidrófobos.

## Síntesis y usos
La N,N'-dimetil-1,3-propanodiamina se puede sintetizar a partir de 1,4,5,6-tetrahidropirimidina y iodometano.
Otra ruta de síntesis tiene como precursores N-[3-(bencilidenoamino)propil]-1-fenilmetanimina y dimetilsulfóxido. Esta última vía comprende tres productos intermedios (la base de Schiff y dos sales de amonio) y obtiene rendimientos cercanos al 100%.
A su vez, esta diamina es precursor de diversos compuestos cíclicos como bornanos —ej: 1,2,3-trimetil-[1,3,2]diazaborinano— y el 1,3-dimetil-1,3-diazinano-2-tiona.
Se ha propuesto el empleo de la N,N'-dimetil-1,3-propanodiamina para crear nanocomplejos —de un tamaño entre 50 y 1000 nm— que contienen saporina y un compuesto lipídico, unidos de forma covalente o no-covalente. La saporina es una proteína que inhibe la síntesis proteica en los ribosomas (RIP) y el nanocomplejo que la contiene es útil para el tratamiento de enfermedades como el cáncer.

## Precauciones
Este compuesto es muy inflamable —como líquido y como gas—, siendo su punto de inflamabilidad 20 °C. Al arder puede desprender productos tóxicos como óxidos de nitrógeno y cianuro de hidrógeno.
Es un líquido corrosivo, cuyo contacto puede ocasionar quemaduras severas en piel y ojos.